# Viện Ngôn ngữ học (Việt Nam)
Viện Ngôn ngữ học (tên tiếng Anh: Institute of Linguistics) là một viện nghiên cứu khoa học chuyên ngành thuộc Viện Hàn lâm Khoa học xã hội Việt Nam.
Viện có chức năng nghiên cứu những vấn đề cơ bản về lý luận và ứng dụng ngôn ngữ của tiếng Việt, của các ngôn ngữ dân tộc ít người và các ngoại ngữ ở Việt Nam, cung cấp các luận cứ khoa học cho việc hoạch định chính sách ngôn ngữ của Đảng và Nhà nước; tổ chức tư vấn và đào tạo sau đại học về ngôn ngữ học; tham gia phát triển nguồn nhân lực của cả nước.

## Lịch sử
Viện được thành lập ngày 14 tháng 5 năm 1968 theo nghị định số 59/CP ngày 14 tháng 5 năm 1968 của Hội đồng Chính phủ trên cơ sở Tổ Ngôn ngữ học thuộc Viện Văn học và Tổ Thuật ngữ khoa học trực thuộc Ủy ban Khoa học Nhà nước. Khi mới thành lập, Viện Ngôn ngữ học chỉ có Tổ Ngôn ngữ học và Tổ Thuật ngữ khoa học. Cho đến nay, Viện đã hình thành và xây dựng nên các phòng nghiên cứu khoa học theo các chuyên ngành của ngôn ngữ học và các phòng phục vụ nghiên cứu khoa học.

## Nhiệm vụ
1. Trình Chủ tịch Viện Khoa học xã hội Việt Nam chiến lược, quy hoạch, kế hoạch 5 năm và hàng năm và tổ chức thực hiện sau khi được phê duyệt.
2. Nghiên cứu cơ bản về ngôn ngữ học.
3. Nghiên cứu những vấn đề lý luận và thực tiễn về tiếng Việt, ngôn ngữ các dân tộc thiểu số ở Việt Nam, ngôn ngữ các nước trong khu vực và các ngôn ngữ khác trên thế giới.
4. Kết hợp nghiên cứu với đào tạo trong lĩnh vực ngôn ngữ học, thực hiện đào tạo sau đại học theo quy định của pháp luật, tham gia phát triển nguồn nhân lực có trình độ cao theo yêu cầu của Viện Khoa học xã hội Việt Nam và các cơ quan khác.
5. Theo chức năng, tổ chức thẩm định và tham gia thẩm định về mặt khoa học các công trình, dự án phát triển kinh tế – xã hội ở các Bộ, ngành, địa phương theo sự phân công của Viện Khoa học xã hội Việt Nam. Thực hiện các tư vấn khoa học phù hợp với chức năng, nhiệm vụ của Viện.
6. Tổ chức hợp tác quốc tế về nghiên cứu và đào tạo theo quy định hiện hành.
7. Trao đổi thông tin khoa học với các cơ quan trong nước và nước ngoài theo quy định của pháp luật; quản lý tư liệu, thư viện của Viện; xuất bản các ấn phẩm khoa học, phổ biến các kết quả nghiên cứu khoa học, truyền bá các kiến thức khoa học tới quảng đại quần chúng.
8. Quản lý về tổ chức, bộ máy, biên chế, tài chính và kinh phí của Viện theo các quy định, chế độ của Nhà nước và của Viện Khoa học xã hội Việt Nam.
9. Thực hiện các nhiệm vụ khác theo sự phân công của Chủ tịch Viện Khoa học xã hội Việt Nam.

## Trụ sở chính

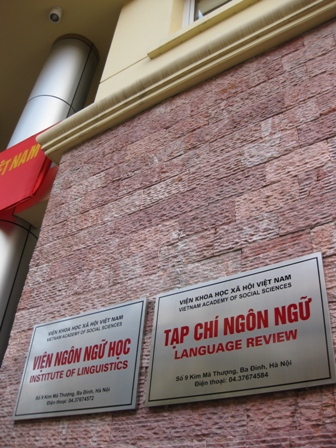
Trụ sở Viện Ngôn ngữ học tại số 9 Kim Mã Thượng, Ba Đình, Hà Nội (kể từ tháng 11/2008)

Viện Ngôn ngữ học đã có 3 lần thay đổi trụ sở làm việc. Trước năm 2005, Viện Ngôn ngữ học có trụ sở tại 20 Lý Thái Tổ, Hoàn Kiếm, Hà Nội. Sau đó, trụ sở được chuyển về số 36 Hàng Chuối, Hai Bà Trưng, Hà Nội.
Trụ sở chính hiện nay là số 9 phố Kim Mã Thượng, quận Ba Đình, Hà Nội (kể từ tháng 11 năm 2008).

## Một số thành tựu
Ngay từ khi thành lập, Viện đã tập trung triển khai nghiên cứu các bình diện khác nhau của tiếng Việt như: từ vựng-ngữ nghĩa, ngữ pháp, ngữ âm, từ điển, các vùng phương ngữ của tiếng Việt; điều tra khảo sát có định hướng các ngôn ngữ dân tộc thiểu số ở Việt Nam; nghiên cứu các vấn đề ngôn ngữ gắn với đời sống xã hội để đáp ứng nhu cầu của thực tế, v.v.
Năm 1975, tập I của Từ điển tiếng Việt phổ thông ra đời, là phần mở đầu cho một cuốn từ điển tiếng Việt cỡ vừa được biên soạn theo phương pháp mới, với cấu trúc mục từ nhiều tầng đa dạng, phản ánh được tính hệ thống của từ vựng. Các ví dụ được chọn lọc kĩ, có chú thích nguồn trích dẫn, đảm bảo độ tin cậy cho người sử dụng.
Năm 1988, Từ điển tiếng Việt với hơn 36 ngàn mục từ, do giáo sư Hoàng Phê chủ biên đã được xuất bản, chính thức đến với người dùng. Ngay từ đợt in đầu tiên, cuốn từ điển đã được xã hội hoan nghênh và đón nhận với một thái độ rất trân trọng, tin tưởng. Đây là cuốn từ điển có tính chất chuẩn, được giới nghiên cứu và người sử dụng đánh giá là có uy tín hơn cả trong giai đoạn hiện nay.

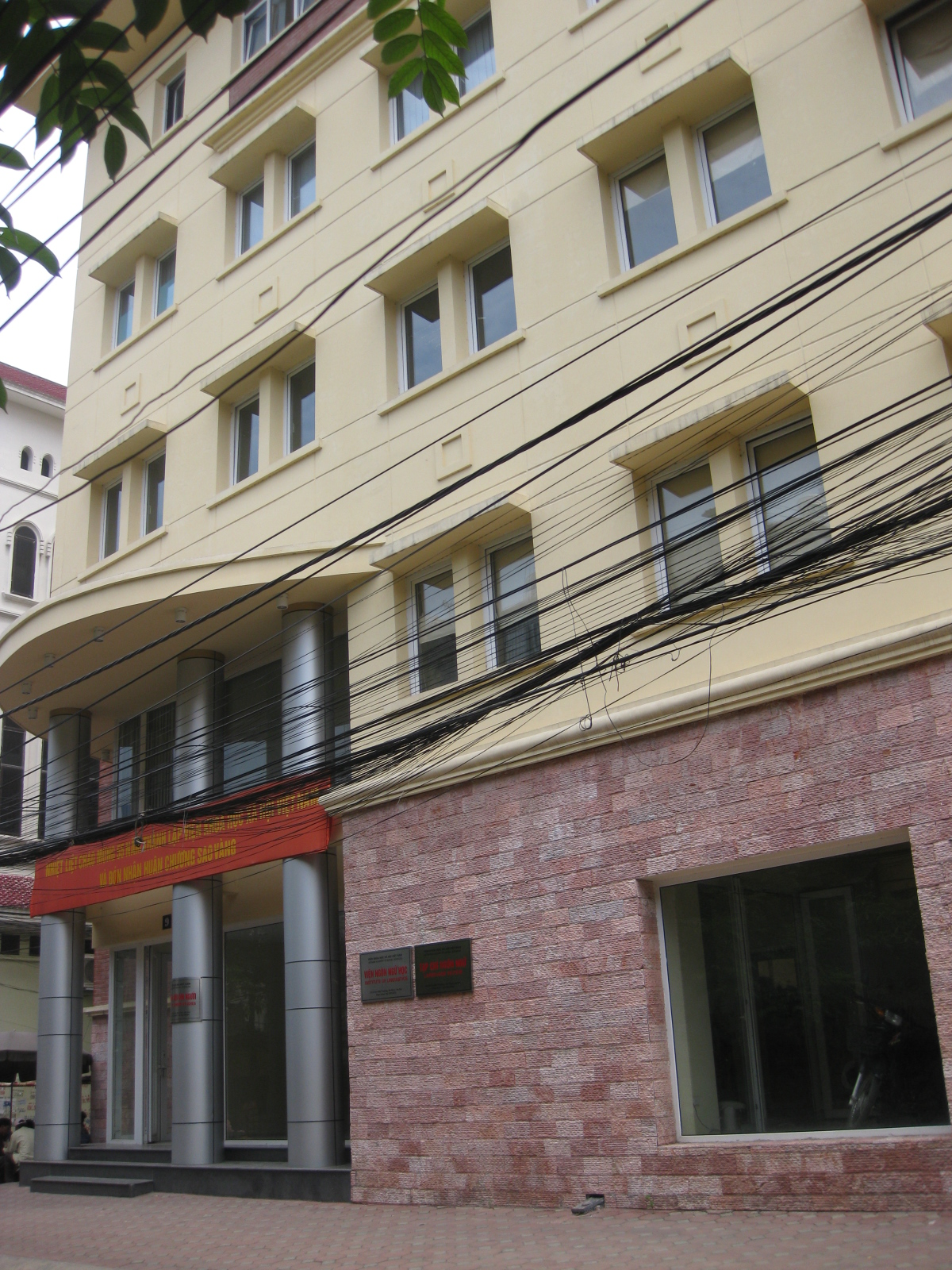
Toàn cảnh trụ sở Viện Ngôn ngữ học

Kể từ lần xuất bản thứ nhất, đến nay cuốn từ điển này đã được tái bản chín lần, trong đó có hai lần (các năm 1992 và 2000) tái bản có sửa chữa bổ sung; đạt con số phát hành kỉ lục đến hơn một trăm ngàn bản.
Sau khi hoàn thành việc biên soạn cuốn từ điển tiếng Việt, công tác nghiên cứu và biên soạn từ điển ở Viện đã được đẩy lên một bước mới. Một loạt từ điển các loại đã được biên soạn, phục vụ các nhu cầu tra cứu khác nhau. Đó là các quyển: Từ điển yếu tố Hán Việt thông dụng (1991), Từ điển thành ngữ Việt Nam (1993), Từ điển giải thích thành ngữ gốc Hán (1994), Từ điển giải thích thành ngữ tiếng Việt (1995), Từ điển từ láy tiếng Việt (1995), Từ điển đồng âm tiếng Việt (2001), Từ điển từ mới tiếng Việt (2002), Từ điển tiếng Việt phổ thông (2002), v.v.
Bên cạnh việc biên soạn từ điển tiếng Việt các loại, Viện cũng rất chú trọng đến việc biên soạn các loại từ điển song ngữ. Mặc dù cán bộ chuyên về ngoại ngữ của Viện không nhiều nhưng Viện đã làm tốt công việc đứng ra tổ chức, tập hợp lực lượng các cán bộ có năng lực để biên soạn và xuất bản từ điển song ngữ và đa ngữ các loại như: Thuật ngữ ngôn ngữ học Nga Việt (1969), Thuật ngữ mỹ thuật Pháp Việt, Việt Pháp (1970), Từ điển thuật ngữ thư viện học Nga-Anh-Pháp-Việt, Từ điển Anh Việt (1975), Từ điển thuật ngữ triết học chính trị Nga-Pháp-Việt, Từ điển thuật ngữ khoa học xã hội Nga-Pháp-Việt (1979), Từ điển Việt Anh (1987), Từ điển Pháp Việt (1992), Từ điển Việt Pháp (1992), Từ điển Anh Việt (2000), Từ điển Pháp Việt (2001), v.v.
Về nghiên cứu vốn từ ngữ tiếng Việt, Viện đã chủ trương dựa trên cơ sở lý luận về từ vựng học của thế giới, áp dụng vào việc giải quyết những vấn đề cụ thể của tiếng Việt, đồng thời chú trọng đến những đặc trưng riêng của từ ngữ tiếng Việt, từ đó làm sáng tỏ những đặc điểm của từ ngữ tiếng Việt, góp phần vào công cuộc chuẩn hoá tiếng Việt, giữ gìn sự trong sáng của tiếng Việt, bảo vệ và phát triển tiếng Việt. Bên cạnh những thành tựu về nghiên cứu từ và cấu tạo từ tiếng Việt, trong mấy chục năm qua, Viện đã có nhiều công trình nghiên cứu về vấn đề chuẩn hoá và giữ gìn sự trong sáng của tiếng Việt 
Nghiên cứu thuật ngữ và xây dựng cơ sở khoa học cho việc cấu tạo hệ thống thuật ngữ trong tiếng Việt cũng là chủ đề được nhiều cán bộ nghiên cứu của Viện quan tâm. Đã có rất nhiều tham luận, báo cáo khoa học và các bài nghiên cứu của Viện về thuật ngữ và xây dựng hệ thống thuật ngữ khoa học trong tiếng Việt. Viện đã cùng với Trung tâm biên soạn sách cải cách giáo dục của Bộ giáo dục biên soạn cuốn Chuẩn hoá chính tả và thuật ngữ (Nhà xuất bản. Giáo dục, 1983), trong đó tập hợp các bài viết tâm huyết của các giáo sư Lưu Vân Lăng, Hoàng Tuệ, Lê Khả Kế, Hoàng Văn Hành, v.v.. Trên cơ sở các báo cáo và ý kiến đề xuất này, Trung tâm Khoa học xã hội và Nhân văn Quốc gia đã cùng Bộ Giáo dục xây dựng Quy định về chính tả tiếng Việt và Quy định về thuật ngữ tiếng Việt.
Công tác nghiên cứu thành ngữ, tục ngữ tiếng Việt cũng là đóng góp quan trọng của Viện ngôn ngữ học. Đặc điểm cấu tạo và đặc trưng ngữ nghĩa của thành ngữ, tục ngữ tiếng Việt đã được sáng tỏ qua hàng loạt công trình nghiên cứu của Hoàng văn Hành, Đào Thản, Bùi Khắc Việt, v.v. Đó là các công trình: Kể chuyện thành ngữ tục ngữ (1990). Từ điển thành ngữ Việt Nam (1993), Từ điển giải thích thành ngữ gốc Hán (1994), Từ điển giải thích thành ngữ tiếng Việt (1995), Thành ngữ học tiếng Việt (2002), v.v.
Về nghiên cứu ngữ nghĩa, Viện đã hình thành một hướng nghiên cứu rõ nét, tiếp cận được với những vấn đề của lý thuyết ngôn ngữ học hiện đại. Đó là các nghiên cứu áp dụng lý thuyết phân tích ngữ nghĩa học hiện đại vào việc phân tích nghĩa từ ngữ trong tiếng Việt một cách có hệ thống; mở ra và đi sâu vào những lĩnh vực mới trong tiếng Việt như tiền giả định, lý thuyết về tính tình thái, ngữ dụng học, v.v.; đó còn là việc áp dụng các lý thuyết liên ngành ngôn ngữ-logic học, ngôn ngữ- tâm lý học vào việc nghiên cứu tiếng Việt.
Ngay từ khi Viện mới được thành lập, ngữ pháp học tiếng Việt - trong tư cách là một bộ môn quan trọng nghiên cứu về phép tắc dùng từ đặt câu - đã được chú trọng nghiên cứu. Đã hình thành một tập thể khoa học, khi đó gồm các cán bộ cốt cán như Nguyễn Kim Thản, Lưu Vân Lăng, Hồ Lê, Lê Xuân Thại, Trần Chút (Hồng Dân),...; những cán bộ này, từ những góc độ khác nhau, đã góp phần to lớn vào những thành tựu ban đầu có được trong lĩnh vực nghiên cứu ngữ pháp tiếng Việt ở Viện Ngôn ngữ học. Gần đây, tiếp thu những thành tựu ngữ pháp lý luận hiện đại trên thế giới, các cán bộ của Viện bắt đầu đi sâu hơn vào một số vấn đề của ngữ pháp tiếng Việt theo những cách tiếp cận mới - đặc biệt chú trọng đến những cơ sở ngữ nghĩa, ngữ dụng học và tri nhận - với mục đích nhìn nhận các hiện tượng ngữ pháp tiếng Việt một cách toàn diện hơn, sinh động hơn trong thực tiễn giao tiếp cụ thể, linh hoạt. Đồng thời cũng bắt đầu triển khai những nghiên cứu ứng dụng về lỗi ngữ pháp và đặc biệt tập trung xây dựng những cơ sở ban đầu của ngân hàng dữ liệu về ngữ pháp tiếng Việt, chuẩn bị biên soạn ngữ pháp tiếng Việt lý luận và ngữ pháp phổ thông tiếng Việt mới.
Nghiên cứu tiếng Việt từ góc độ chức năng, Viện đã chú trọng tới việc khảo sát lịch sử hình thành và phát triển của chữ Quốc ngữ bằng cách vừa thu thập các tư liệu quý. Việc xây dựng và chuẩn hoá thuật ngữ cũng là một nội dung khoa học quan trọng xuyên suốt chương trình nghiên cứu khoa học của Viện. Về vấn đề Giữ gìn sự trong sáng của tiếng Việt, Viện đã làm được một số việc sau: 1). Làm rõ khái niệm chuẩn và vấn đề chuẩn hoá tiếng Việt; 2). Đưa ra các giải pháp cụ thể về mối quan hệ giữa chuẩn với biến thể như vấn đề chính âm chính tả của tiếng Việt, mối quan hệ giữa tiếng Việt toàn dân với tiếng Việt phương ngữ (bao gồm phương ngữ địa lý và phương ngữ xã hội), mối quan hệ giữa tiếng Việt văn học với tiếng Việt đời sống; v.v...3). Vấn đề tiếp nhận và sử dụng các yếu tố của tiếng nước ngoài là nội dung được đặc biệt quan tâm bởi chúng liên quan đến các bình diện ngữ âm, ngữ pháp, từ vựng - ngữ nghĩa và chữ viết của tiếng Việt; liên quan đến mọi mặt khái niệm của đời sống xã hội Việt Nam như từ ngữ đời sống, thuật ngữ, tên riêng; liên quan đến giao tiếp từ chính thức đến không chính thức, từ khẩu ngữ đến văn bản, v.v... 4).Vấn đề chính tả tiếng Việt được coi là "kết quả cụ thể của chuẩn hoá".
Về ngôn ngữ học ứng dụng, trong những năm gần đây, Viện tập trung vào việc điều tra tiếng Việt trong nhà trường, bao gồm: điều tra năng lực sử dụng tiếng Việt của học sinh phổ thông các cấp; điều tra những lỗi về chính tả, từ ngữ, ngữ pháp thường gặp ở học sinh; nghiên cứu những vấn đề lý thuyết và phương pháp giảng dạy tiếng Việt; tìm hiểu chương trình tiếng Việt trong sách giáo dục phổ thông hiện nay; đánh giá thực trạng dạy và học tiếng Việt hiện nay trong nhà trường; việc dạy và học tiếng Việt với tư cách là ngôn ngữ thứ hai. Bên cạnh đó, những công trình như: Phục hồi ngôn ngữ cho người khuyết tật bộ máy phát âm; Phân tích đặc trưng âm thanh, nhận diện lời nói, tổng hợp lời nói, biên soạn sách dạy tiếng Việt cho người nước ngoài, Xây dựng quy định và từ điển công cụ về cách viết, cách đọc tên riêng nước ngoài trong văn bản tiếng Việt, v.v. đã phục vụ kịp thời nhu cầu của xã hội.
Nghiên cứu ngôn ngữ dân tộc thiểu số ở Việt Nam được xác định là một trong những nhiệm vụ quan trọng của Viện Ngôn ngữ học ngay từ những ngày đầu mới thành lập. Sau hơn 30 tiến hành điều tra ngôn ngữ dân tộc thiểu số ở Việt Nam, Viện Ngôn ngữ học, trong các đề tài, dự án do Nhà nước cấp kinh phí, hoặc trong sự hợp tác với các tổ chức và cá nhân các nhà khoa Nga, Mỹ, Pháp đã thu thập tư liệu về cấu trúc (nhiều nhất về ngữ âm, từ vựng), của hầu hết ngôn ngữ DTTS ở Việt Nam. Tư liệu về cảnh huống ngôn ngữ, tình hình sử dụng các thứ tiếng, thái độ, nguyện vọng của đồng bào đối với các vấn đề tiếng nói chữ viết của một số dân tộc, một số vùng như Tây Bắc, Đông Bắc... cũng đã được thu thập. Kết quả của các nghiên cứu này đã giúp cho việc hoạch định những vấn đề liên quan đến chính sách ngôn ngữ như góp phần xác định thành phần dân tộc ở Việt Nam, xây dựng hệ chữ viết cho các dân tộc thiểu số, phục vụ sự nghiệp phát triển giáo dục, văn hoá vùng dân tộc thiểu số.. Mặt khác, Viện Ngôn ngữ học đã biên soạn các loại sách để phổ biến tiếng Việt như: các loại từ điển song ngữ NNDTTS và Việt, các loại sách học tiếng dân tộc, các sách hướng dẫn người DTTS học tiếng Việt: Từ điển Việt - Mèo, Từ điển Tày - Nùng - Việt, Việt - Tày - Nùng, Từ điển Gia Rai - Việt, Từ điển Thái - Việt, Từ điển Mường - Việt... Sách học tiếng Pakoh, Ta Ôih, Sách học tiếng Bru - Vân Kiều, Sách học tiếng Ê Đê, Sách học tiếng Raglai, Sách học tiếng Ka Tu, Sách học tiếng Ba Na, Sách học tiếng Chăm Hroi, Hrê..., xây dựng và hoàn thiện nhiều chữ viết cho đồng bào DTTS, như: chữ viết Pa Koh - Ta Ôi, Bru - Vân Kiều, Ragiai, Ka Tu, Chăm, Hroi, Hrê; xây dựng chữ Thái cải tiến, phương án La tinh hoá chữ Thái, phương án chữ Mường, đề xuất cải tiến chữ Mông.
Những năm gần đây, Viện còn hợp tác với các nhà ngôn ngữ học Hoa Kỳ, Pháp, Thái Lan,... điều tra, nghiên cứu hàng chục ngôn ngữ dân tộc thiểu số ở Việt Nam, góp phần làm sáng tỏ những vấn đề lý luận về quá trình hình thành các ngữ hệ, nguồn gốc của tiếng Việt và các quan hệ cội nguồn của tiếng Việt với các ngôn ngữ trong khu vực.

## Đào tạo
Là một trong những cơ sở đầu tiên của Uỷ ban Khoa học Xã hội Việt Nam (nay là Viện Khoa học xã hội Việt Nam) được công nhận là cơ sở đào tạo NCS, từ khoá đào tạo thứ nhất (1983) đến nay, Viện ngôn ngữ học có 4 chuyên ngành đào tạo tiến sĩ gồm:
- Lý luận ngôn ngữ, mã số 62.22.01.01
- Ngôn ngữ học ứng dụng, mã số 62.22.01.05
- Việt ngữ học, mã số 62.22.01.20
- Ngôn ngữ các dân tộc thiểu số ở Việt Nam, mã số 62.22.01.25[5]

Ngoài ra, Trung tâm Phổ biến và giảng dạy Ngôn ngữ của Viện là một địa chỉ giảng dạy và học tập tiếng Việt có uy tín dành cho sinh viên ngoại quốc có nhu cầu học tiếng Việt (http://tgn.edu.vn Lưu trữ ngày 16 tháng 6 năm 2021 tại Wayback Machine).
Trung tâm Phục hồi chức năng ngôn ngữ của Viện tập trung vào việc nghiên cứu và trị liệu các bệnh lý liên quan đến ngôn ngữ.

## Tạp chí Ngôn ngữ
Tạp chí Ngôn ngữ là ấn phẩm chuyên ngành của Viện, xuất bản lần đầu tiên vào tháng 9 năm 1969. Đây là nơi công bố những kết quả nghiên cứu của các tác giả trong và ngoài nước về tiếng Việt, các ngôn ngữ dân tộc thiểu số ở Việt Nam; các ngôn ngữ thuộc khu vực Đông Nam Á và các ngôn ngữ phổ biến trên thế giới; trao đổi và thảo luận những vấn đề lý luận và ứng dụng ngôn ngữ học, v.v.
Tạp chí Ngôn ngữ là ấn phẩm định kì 1 năm 4 số, từ 1998 tăng lên 6 số; hiện nay 1 năm 12 số trong đó có những số chuyên đề phục vụ cho nhà trường.
Tính đến tháng 2 năm 2011, tạp chí "Ngôn ngữ" đã ra được 261 số.

## Tặng thưởng
Viện Ngôn ngữ học đã được Nhà nước tặng thưởng huân chương Lao động hạng nhì năm 1988, huân chương Lao động hạng nhất năm 1998.
Nhiều cán bộ của Viện đã được Đảng và Nhà nước tặng thưởng những phần thưởng cao quý như: GS Hoàng Phê và GS Lê Khả Kế, - huân chương Lao động hạng nhất, năm 1989; GS Hoàng Tuệ, - huân chương Lao động hạng nhất năm 1997, huân chương Độc lập hạng ba năm 1999, GS.TS Hoàng Văn Hành và PGS.TS Lê Xuân Thại, - huân chương Lao động Hạng hai năm 2009, GS.TS Nguyễn Đức Tồn, - Huân chương Lao động hạng hai năm 2010 v.v.
GS Hoàng Tuệ, GS Lê Khả Kế, GS Nguyễn Kim Thản, và tập thể các tác giả cuốn Từ điển tiếng Việt được trao tặng giải thưởng Nhà nước về Khoa học và Công nghệ năm 2000.
Tạp chí Ngôn ngữ của Viện đã được tặng thưởng Huân chương Lao động hạng nhì (1985) và Huân chương Lao động hạng nhất (2000).

## Các thế hệ lãnh đạo
- GS Nguyễn Kim Thản (1927-1995): Phó Viện trưởng phụ trách (1969-1976)
- GS Hoàng Tuệ (1921 - 1999): Viện trưởng (1977 - 1983)
- GS.TS Hoàng Văn Hành (1934-2003): Viện trưởng (1983 - 1995)
- GS.TSKH Lý Toàn Thắng (s.1947): Viện trưởng (1995 - 2007)
- GS.TS Nguyễn Đức Tồn (s.1952): Viện trưởng (2008 - 2012)
- GS.TS Nguyễn Văn Hiệp (s.1964): Viện trưởng (từ 2012)

## Bê bối

### Đạo văn
Cựu viện trưởng Nguyễn Đức Tồn từng bị TS Nguyễn Thúy Khanh – nguyên Trưởng Phòng Từ điển học, Viện Ngôn ngữ, tố cáo đạo văn. GS.TSKH Trần Ngọc Thêm cũng cho biết công trình nghiên cứu của Giáo sư Nguyễn Đức Tồn từng đưa đi xét dự Giải thưởng Hồ Chí Minh có nội dung đạo văn trong sách của ông đã xuất bản trước đó.

## Cơ cấu tổ chức
Hiện tại, Viện có 7 phòng chuyên môn, 3 phòng và trung tâm ứng dụng và phục vụ nghiên cứu.
Viện trưởng: GS.TS Nguyễn Văn Hiệp
Phó Viện trưởng:
- PGS.TS. Nguyễn Hữu Hoành

### Các phòng nghiên cứu khoa học(06)
1. Phòng Từ vựng Ngữ pháp
2. Phòng Ngữ âm học
3. Phòng Ngôn ngữ học Xã hội
4. Phòng Ngôn ngữ học ứng dụng
5. Phòng Phương ngữ học và Lịch sử tiếng Việt
6. Phòng nghiên cứu Ngôn ngữ các Dân tộc thiểu số ở Việt Nam

### Các phòng, trung tâm ứng dụng và phục vụ nghiên cứu khoa học(03)
1. Trung tâm Giảng dạy và Trị liệu ngôn ngữ
2. Thư viện

### Các phòng giúp Viện trưởng (02)
1. Phòng Quản lý khoa học và Đào tạo
2. Phòng Hành chính - Tổng hợp

## Một số công trình tiêu biểu
1. Từ điển tiếng Việt (1988)
2. Ngữ pháp tiếng Việt (1983)
3. Vấn đề cấu tạo từ của tiếng Việt hiện đại (1976) v.v.